# Лускохвіст паннонський
Лускохвіст паннонський, лускохвосник паннонський (Pholiurus pannonicus) — вид трав'янистих рослин з родини злакові (Poaceae), поширений у південній, центральній і східній Європі, західній і середній Азії.

## Опис
Однорічна рослина 6–40 см заввишки. Язичок 3–4 мм завдовжки. Колос прямий або трохи зігнутий, зі звивистою віссю 4–13 см завдовжки. Колоски трохи довші від члеників осі колоса. Колоскові луски шкірясті, ланцетні, загострені, довші від квіткових, 5–8 мм довжиною, з багатьма жилками; нижня квіткова луска плівчаста, приблизно 5 мм довжиною. Листові пластинки 4–6 см в довжину; 2–2.5 мм шириною, сірувато-зелені; верхівки загострені. Пиляків 3; 3 мм завдовжки.

## Поширення
Поширений у південній, центральній і східній Європі, західній і середній Азії.
В Україні вид зростає на солонцях і солонцюватих низинних луках — у півд. ч. Степу (включаючи Степовий Крим), досить часто; у півн. ч. Степу і Донецькому Лісостепу, зрідка.